# Martin Hozjan
Martin Hozjan, ameriško-slovenski tovarnar in izseljenski delavec, * 21. april 1949, Črenšovci, † 3. november 2016.
Je ustanovni predsednik Slovenskega doma  oz. Slovenskega katoliškega centra (Slovenskega verskega in kulturnega središča) v Lemontu     (Illinois, ZDA) 1996-2014  

## Odlikovanja in nagrade
Leta 1995 je prejel častni znak svobode Republike Slovenije z naslednjo utemeljitvijo: »za zasluge pri ohranjanju in krepitvi narodne zavesti ameriških Slovencev, za zasluge pri gradnji in postavitvi slovenskega doma v Lemontu in za prispevek pri osamosvajanju in mednarodnem priznanju Republike Slovenije«.